# NHN Bugs
NHN Bugs（韓語：NHN벅스）是韓國音源服務暨發行公司，為Neowiz的附属公司，前身為手机游戏发行公司Neowiz Internet（韓語：주식회사 네오위즈인터넷）。

## 公司业务
当前主要负责Neowiz以下业务：
1. 在线音乐服务：比如Bugs音乐门户网站
2. 音乐服务：音速出击等手机游戏，以音乐类为主
3. 在线社交网路服务